# Rafael Burgos (pallavolista)
Rafael Antonio Burgos Guntín (Indianapolis, 15 febbraio 1995) è un pallavolista dominicano, centrale dei Mets de Guaynabo.

## Biografia
Nasce a Indianapolis, negli Stati Uniti d'America, da genitori dominicani. La sua formazione pallavolistica avviene a Porto Rico, dove si trova per motivi accademici, venendo impiegato come giocatore locale.  

## Carriera

### Club
La carriera di Rafael Burgos inizia nei tornei universitari portoricani, partecipando alla Liga Atlética Interuniversitaria de Puerto Rico con la UPR Mayagüez. Fa il suo debutto nella pallavolo professionistica in occasione della Liga de Voleibol Superior Masculino 2016-2017, indossando la casacca dei Caribes de San Sebastián. Dopo un periodo di inattività, torna in campo per lo NVA Showcase 2020, difendendo i colori degli Ontario Matadors, mentre per la Liga de Voleibol Superior Masculino 2021 è nuovamente in forza ai Caribes de San Sebastián.
Rientra in campo nella NVA 2023, ingaggiato dai Puerto Rico Pythons; in seguito si accasa nel corso della Liga de Voleibol Superior Masculino 2023 coi Gigantes de Adjuntas, mentre nel corso dell'edizione seguente del torneo approda ai Mets de Guaynabo.

### Nazionale
Nel 2014 debutta nella nazionale dominicana durante la Coppa panamericana, mentre nel 2023 si aggiudica la medaglia d'argento ai XXIV Giochi centramericani e caraibici, venendo inoltre premiato come miglior centrale. Un anno dopo conquista un altro argento alla NORCECA Final Four, venendo ancora premiato come miglior centrale.

## Palmarès

### Nazionale (competizioni minori)
- Giochi centramericani e caraibici 2023
- NORCECA Final Four 2024

### Premi individuali
- 2023 - XXIV Giochi centramericani e caraibici: Miglior centrale
- 2024 - NORCECA Final Four: Miglior centrale